# Горшаны
Горшаны — деревня в Порховском районе Псковской области России. Входит в состав сельского поселения «Верхнемостская волость».
Расположена на юге волости, на берегу реки Лиственка, в 63 км к юго-западу от города Порхова и в 5 км к юго-востоку от волостного центра Верхний Мост.
Численность населения деревни на конец 2000 года составляла 54 человека.